# Morandini Live
 (août 2018).
Si vous disposez d'ouvrages ou d'articles de référence ou si vous connaissez des sites web de qualité traitant du thème abordé ici, merci de compléter l'article en donnant les références utiles à sa vérifiabilité et en les liant à la section « Notes et références ».
Morandini Live est une émission de télévision française consacrée à l'actualité des médias et à la communication politique.
Présentée en direct du lundi au vendredi par Jean-Marc Morandini, elle est diffusée sur Itélé en 2016 puis sur CNews et Non Stop People à partir du 4 septembre 2017, avec des rediffusions sur Non Stop People.

## Historique
En octobre 2016, Jean-Marc Morandini débarque sur Itélé : la chaîne est alors en plein conflit social, le personnel protestant contre l'absence de ligne éditoriale de la chaîne et la gestion du personnel, mais aussi contre l'arrivée de l'animateur, alors visé par une plainte pour « corruption de mineur aggravée ». L'émission est diffusée du lundi au vendredi de 18h à 19h mais, du fait de la grève, elle s'arrête après seulement une semaine de diffusion, faute de techniciens pour la réaliser. Morandini Live a en outre fait l'objet, en raison de l'affaire judiciaire concernant son animateur, d'un boycott de la part de divers annonceurs publicitaires. La presse et les réseaux sociaux se font l'écho des approximations et des fausses informations qui émaillent les émissions (sujet superficiellement traité ou erroné, magnétos mal orthographiés, publi-reportage pour Stéphane Plaza et ses agences, lecture des communiqués de presse des chaînes ou plagiat d'une page wikipedia en guise de sujet pour la chroniqueuse Rachel Bourlier, intervention d'une fausse experte en politique américaine exerçant le métier de consultante en ressources humaines, duplex avec une prétendue correspondante à New York se révélant être la fille d'une chroniqueuse, localisée à Londres). 
L'émission revient en septembre 2017 sur la chaîne - entretemps rebaptisée CNews - dans une nouvelle formule et sur une nouvelle tranche horaire (11h-12h). Elle est désormais co-diffusée sur Non Stop People.
Depuis le mois de février 2018, l'émission est également diffusée le week-end sous forme de Best of. L'émission revient le 27 août 2018.
Le 8 mars 2019, à l’occasion de la Journée internationale des femmes, Jean-Marc Morandini cède sa place à sa chroniqueuse Alexandra Roost, qui deviendra son joker officiel dès la rentrée suivante. Elle remplace officiellement l’animateur pour la première fois le 1er novembre.

## Concept
Lors de son arrivée sur CNEWS en 2017, le concept de Morandini Live repose sur plusieurs rubriques et une bande de chroniqueurs qui expriment leur avis sur l'actualité des médias. Lors de la première émission, Jean-Marc Morandini explique d'ailleurs qu'il n'y aura pas beaucoup d'invités. « On n'en aura pas tous les jours, car on les voit partout, tout le temps ».  
Pendant plusieurs mois, Jean-Marc Morandini propose un édito en début d'émission qui sera finalement abandonné afin de laisser plus de place au traitement de l'actualité.  
Les autres rubriques subsistent.  
Peu à peu, l'émission évolue et la ligne éditoriale change également : Morandini Live traite désormais différents sujets en fonction des programmes diffusés le soir-même à la télévision.  
Le zapping disparaît peu à peu de l'émission, laissant plus de place aux interviews et au journal des médias présenté par Mélanie Lepoutre, puis Alexandra Roost.  
Depuis novembre 2018, avec le début du mouvement des Gilets Jaunes largement relayé par les chaînes d'information, Morandini Live délaisse peu à peu l'actualité média pour se rapprocher de l'actualité générale, tout en utilisant le prisme médiatique en accroche[source secondaire souhaitée].  
Depuis décembre 2018, quelques changements sont apportés à l'émission[source secondaire souhaitée] : Jean-Marc Morandini traite deux ou trois sujets d'actualité dans sa première partie, et reçoit une personnalité dans la deuxième. La fin d'émission se rapproche désormais plus d'un magazine[source secondaire souhaitée].  
Les chroniqueurs historiques disparaissent progressivement et laissent place à des éditorialistes qui interviennent régulièrement, à l'image de Karim Zeribi et Éric Revel. Simon Marty, Sasha Elbaz et Anne-Sophie Dobetzky sont désormais les seuls chroniqueurs "médias" de l'émission[source secondaire souhaitée].  
En septembre 2019, l'émission revient pour une nouvelle saison malgré des rumeurs sur sa disparition.

## Participants
- Éric Revel (depuis 2018)
- Simon Marty (depuis 2017)
- Kevin Vatant (depuis 2018, rédacteur en chef depuis septembre 2022)

## Anciens Participants
- Rachel Bourlier (2016)
- Farah RK (2017)
- David-Xavier Weïss (2017)
- Thierry Clopeau (2017)
- Christopher Nunes (2017)
- Mathias Leboeuf (2017)
- Alexandre Devecchio (2017)
- Karim Zéribi (2017-2018)
- Mélanie Lepoutre (2017-2018)
- Pierre de Vilno (2017-2018)
- Mathieu Gérard (2017-2018)
- Mathieu Jabaud (2017-2018)
- Anne-Sophie Dobetzky (2017 - 2019)
- Sasha Elbaz[9] (2017-2019)
- Alexandra Roost (2018 - 2020)
- Yannick Vinel (rédacteur en chef 2019 - 2022)

## Audiences
De septembre à décembre 2017, l'émission réunit 65.000 téléspectateurs en moyenne puis progresse en 2018 en dépassant la barre symbolique des 100.000 téléspectateurs. 
L'émission connaît un succès grandissant et devient une des émissions les plus connues de CNews avec "L'Heure des Pros". Fin 2018, les succès d'audience deviennent de plus en plus récurrents.
Le 4 décembre 2018, l'émission spéciale "gilets jaunes" a réuni 243.000 téléspectateurs et 6.5% de part de marché.
En 2019, Morandini Live devient l'une des émissions les plus regardées de CNews. La troisième saison coïncide avec la pandémie de Covid-19, faisant augmenter le public de la chaîne et donc celle de l'émission, qui bat son record d'audience avec 490 000 téléspectateurs le 25 mars 2020.

## Rédacteurs en chef / Production
L'émission est produite par Non Stop People, dirigée par Hugues Dangy. La production et la rédaction en chef de l'émission ont été assurés par : 
- Cathy Bijou (début de la saison 1 en 2017)
- Alexia Brun (fin de la saison 1 en 2018)
- Hélène Triboulet (début de la saison 2 en 2018)
- Sasha Elbaz[9] (milieu et fin de la saison 2 en 2019)
- Yannick Vinel (début de la saison 3 en 2019 à la fin de la saison 5 en 2022)
- Kévin Vatant (depuis le début de la saison 6 en septembre 2022)